# Сеськин, Юрий Александрович
Юрий Александрович Сеськин (род. 27 июня 1966) — советский и российский легкоатлет, специалист по метанию диска. Выступал на профессиональном уровне в 1987—2007 годах, чемпион России, многократный победитель первенств всесоюзного и всероссийского значения, участник ряда международных турниров. Представлял Санкт-Петербург и Москву. Мастер спорта России международного класса.

## Биография
Юрий Сеськин родился 27 июня 1966 года. Занимался лёгкой атлетикой в Ленинграде, выступал за Советскую Армию и физкультурно-спортивное общество профсоюзов, позднее параллельным зачётом также представлял Москву. Проходил подготовку под руководством заслуженного мастера спорта Юрия Эдуардовича Думчева.
Успешно выступал в метании диска на крупных всесоюзных турнирах начиная с 1987 года.
В 1988 году занял четвёртое место на чемпионате СССР в Таллине, тогда как на соревнованиях в Ленинграде превзошёл всех соперников и установил свой личный рекорд — 64,58 метра.
В 1989 году среди прочего показал восьмой результат на Мемориале братьев Знаменских в Волгограде.
В 1994 году выиграл бронзовую медаль на чемпионате России в Санкт-Петербурге.
На чемпионате России 1996 года в Санкт-Петербурге метнул диск на 60,90 метра и одержал победу.
В 1998 году на чемпионате России в Москве был шестым.
В 2000 году с результатом 62,27 победил на зимнем чемпионате России по длинным метаниям в Адлере.
В 2001 году взял бронзу на зимнем чемпионате России в Адлере, получил серебро на летнем чемпионате России в Туле, был лучшим на Мемориале Владимира Куца в Москве.
В 2002 году стал серебряным призёром на зимнем чемпионате России в Адлере, показал шестой результат на летнем чемпионате России в Чебоксарах.
В 2003 году вновь выиграл серебряную медаль на зимнем чемпионате России в Адлере, занял пятое место на летнем чемпионате России в Туле.
В 2004 году был седьмым на зимнем чемпионате России в Адлере и четвёртым на летнем чемпионате России в Туле.
В 2005 году стал серебряным призёром на зимнем чемпионате России в Адлере, бронзовым призёром на летнем чемпионате России в Туле.
В 2006 году занял четвёртое место на зимнем чемпионате России в Адлере и шестое место на летнем чемпионате России в Туле.
В 2007 году закрыл десятку сильнейших на зимнем чемпионате России в Адлере и на летнем чемпионате России в Туле.
За выдающиеся спортивные достижения удостоен почётного звания «Мастер спорта России международного класса».
Впоследствии занимался общественной деятельностью, работал помощником депутата Государственной думы РФ Евгения Марченко.